# Hachiko - Il tuo migliore amico
Hachiko - Il tuo migliore amico (Hachi: A Dog's Tale) è un film del 2009 diretto da Lasse Hallström, basato sulla storia vera del cane giapponese Hachikō e sul film giapponese del 1987 Hachikō Monogatari, del quale è il remake.
Hachi [八] in giapponese significa otto: il cane viene chiamato così per via di una medaglietta di legno portata al collo nella quale è rappresentato il numero 8 in caratteri giapponesi. Il kō [公], il cui significato non viene spiegato nel film, sempre in lingua nipponica rappresenta un suffisso che può indicare rispetto verso persone di alto rango, oppure affettuosità o leggero scherno.

## Trama
Durante una giornata scolastica a tema intitolata "Racconta il tuo eroe", Ronnie racconta la storia del legame tra suo nonno Parker e il cane Hachi, venendo inizialmente preso in giro dai compagni.
Parker Wilson è un professore di musica che viaggia sempre  in treno per andare e tornare dal lavoro. Una sera, arrivando in stazione, trova un cucciolo di cane di razza Akita Inu smarrito e decide di portarlo a casa per accudirlo, in attesa che il padrone venga a reclamarlo. La moglie Kate è inizialmente contraria a tenere il piccolo Akita per via del legame stabilito con il precedente cane di casa, da poco scomparso con grande sofferenza da parte loro, e invita Parker ad affiggere volantini per le strade cittadine, in modo da ritrovare il proprietario del cucciolo. Vedendo però il legame d'affetto che il cucciolo e suo marito hanno subito instaurato, decide di ricredersi.
Un giorno Parker porta il cucciolo a scuola e chiede all'amico Ken, di origine giapponese, informazioni al riguardo. Ken gli rivela che gli Akita sono cani piuttosto particolari, in grado di sviluppare con il proprio padrone un legame molto più forte di quello che può nascere in cani di altre razze. Sulla medaglietta che porta c'è un ideogramma che, tradotto, risulta come "Hachi", cioè "otto" in giapponese, quindi Parker decide di battezzare il cane Hachi.
Hachi lega profondamente con il padrone Parker, al punto che arriva ad accompagnarlo ogni mattina alla stazione per poi tornarvi intorno alle cinque del pomeriggio, orario in cui solitamente il professore rientra dal lavoro, per accoglierlo. Parker a un certo punto rimane perplesso da un comportamento di Hachi apparentemente anomalo: il cane non vuole proprio giocare con la palla, facendosela lanciare e riportandola. Richiede quindi informazioni a Ken, il quale gli spiega che gli Akita, caratterialmente, non sono portati a compiacere gli uomini e lo fanno solo quando percepiscono di avere una motivazione importante per farlo. Una mattina Hachi, infatti, si comporta in modo particolare, come se volesse convincere il padrone a non andare al lavoro: inizialmente si rifiuta di seguirlo verso la stazione, poi gli porta la pallina che fino ad allora aveva rifiutato. Nonostante questi segnali, il professore prende comunque il treno, sotto lo sguardo preoccupato del cane. Quello stesso giorno, durante una lezione in aula, Parker è colto da un malore e muore. Hachi, come ogni giorno, si reca alla stazione all'orario in cui solitamente il suo padrone arrivava, ma egli non si manifesta ed il cane lo attende invano; è il genero di Parker, Michael, marito della figlia del professore, Andy, a riportare Hachi a casa, a sera ormai inoltrata. Andy e Michael decidono di tenere Hachi nella loro casa, con il loro figlio Ronnie, appena nato, ma alla prima occasione il cane scappa e ritorna alla stazione. Andy capisce quindi che non riuscirà mai a trattenerlo e lo lascia libero di fare quello che "deve".
Hachi continua a recarsi ogni giorno alla stazione, attendendo invano l'arrivo di Parker; con il passare del tempo viene notato dai frequentatori dello scalo ferroviario, pendolari, ferrovieri e negozianti locali, che lo nutrono, gli offrono riparo e se ne prendono cura. La figura di Hachi inizia ad attirare l'attenzione dei media e la sua storia fa il giro del paese; quando Ken ne viene a conoscenza, decide di incontrare il cane di persona e parlare con lui, in giapponese, raccontandogli del suo dolore e augurandogli una lunga vita.
10 anni dopo Hachi è ormai vecchio e malconcio, ma continua ad andare ogni giorno in stazione in attesa di Parker. Kate, vedova del professore, che si era allontanata dalla città per diversi anni, torna per visitare la tomba del marito e, condotta da Ken alla stazione, incontra il cane, ancora in attesa; capendo che il rapporto tra i due amici era molto più profondo del semplice rapporto tra cane e padrone, commossa dalla fedeltà di Hachi, gli fa compagnia. Il tempo continua a scorrere e una sera d'inverno Hachi, stanco, infreddolito e ormai in procinto di morire, guarda la porta della stazione e rivede la sua vita con Parker, prima di addormentarsi per l'ultima volta; in una commovente scena finale, Hachiko sogna di vedere Parker uscire dalla porta della stazione e chiamarlo ed i due finalmente si re-incontrano nel mondo ultraterreno; mentre Ronnie ascolta la storia di Parker ed Hachi raccontata dalla nonna Kate e dai genitori Michael ed Andy.
Dopo un applauso e l'uscita da scuola, nel presente, Ronnie si avvia a passeggiare con il suo cagnolino, anch'egli un Akita di nome Hachi, vicino alla stazione dove il primo Hachi visse per quasi tutta la sua vita.

## Produzione
Il titolo di lavorazione è stato Hachi, poi però la produzione ha scelto di chiamare il film Hachi: A Dog's Tale. La maggior parte del film è stata girata a Bristol e Woonsocket, nel Rhode Island. Altre località usate per le riprese sono la University of Rhode Island di Kingston, lungo la Providence and Worcester Railroad e al Columbus Theater di Providence.
Hachi da adulto è stato interpretato da due diversi cani di razza Akita Inu, di nome Chico e Forrest; per le scene girate con Hachi da cucciolo è stato invece utilizzato un cane di nome Leyla, di razza Shiba Inu invece che Akita Inu, in quanto per esigenze di copione sarebbe risultato difficile eseguire alcune scene, come ad esempio quella in cui il cucciolo viene messo nello zaino.

## Colonna sonora
La colonna sonora è opera di Jan Andrzej Paweł Kaczmarek.

### Alcune Tracce
1. Japan (3:26)
2. New Home (1:47)
3. The Foot (2:40)
4. Dance Rehersal (2:15)
5. Storm and the Rescue (1:36)
6. The Second Dance (0:51)
7. Under the Fence (1:51)
8. Treats from Cate (1:51)
9. Parker's Dance Played on Piano (3:42)
10. Parker and Hachi Walk to the Station (2:04)
11. Baby (1:23)
12. Marriage Bath (3:27)
13. Fetch (2:12)
14. To Train Together (3:25)
15. Packing Boxes (2:15)
16. Parker and Hachi (3:28)
17. Hachiko Runs Away (4:28)
18. Memory of the Storm (1:36)
19. Hachi Waiting for Parker Again (2:51)
20. Hachi Last Trip to the Station (2:06)
21. Goodbye (2:10)
22. Hachi, Parker, Cate and Memories (3:58)
23. Hachi's Voice (Version 1) (0:15)
24. Hachi's Voice (Version 2) (0:10)
25. Hachi's Voice (Version 3) (0:11)
26. Hachi's Voice (Version 4) (0:09)

## Distribuzione
Il film è stato girato nel 2008, ma la prima proiezione è avvenuta soltanto il 13 giugno 2009 al Seattle International Film Festival. La distribuzione nelle sale è partita l'8 agosto in Giappone, mentre negli Stati Uniti la pellicola è stata distribuita il 18 dicembre. In Italia è stato presentato in anteprima al Festival Internazionale del Film di Roma 2009 e distribuito dalla Lucky Red il 30 dicembre 2009, incassando 5349000 €.